# Saint-Émilien-de-Blain
Saint-Émilien-de-Blain est un village de la Loire-Atlantique, appartenant à la commune de Blain.
Elle disposait d'une mairie annexe qui est aujourd'hui fermée.

## Géographie
Saint-Émilien-de-Blain se situe au sud-est de la commune, à 5 km au nord-ouest du bourg d'Héric, 8 km au sud-est du bourg de Blain et 6 km au nord de Notre-Dame-des-Landes.

## Toponymie
Saint-Émilien possède un nom en gallo, la langue d'oïl locale, écrit Lé Raodâ selon l'écriture MOGA. En gallo, le nom du village se prononce [leʁaʊdɑ].

## Histoire
Le village a pour patron saint Émilien, évêque de Nantes qui périt en 725 sous les coups des sarrasins, sous les murs d'Autun en Bourgogne,.
Suivant l'exemple de Saint-Omer-de-Blain, une pétition circule en 1856 pour demander la construction d'une nouvelle église et une souscription est lancée. La nouvelle paroisse de Saint-Emilien créée en 1861, avec près de 800 paroissiens, voit son territoire mordre sur celui des communes d'Héric et de Blain, ce qui fera craindre à cette dernière que la création de cette paroisse ne débouche plus tard sur l'érection d'une nouvelle commune. 
L'église édifiée au centre du village est l'œuvre de l'architecte Liberge, père. Elle est la seule de la commune à n'avoir subi aucun dommage pendant la Seconde Guerre mondiale.

## Personnalités
- Jean Gorin, peintre néoplasticien, né à Saint-Émilien en 1899.

## Pour approfondir